# Campylaspis cognata
Campylaspis cognata är en kräftdjursart som beskrevs av Jones 1974. Campylaspis cognata ingår i släktet Campylaspis och familjen Nannastacidae. Inga underarter finns listade i Catalogue of Life.